# Spiegel-Gebäude Ericusspitze

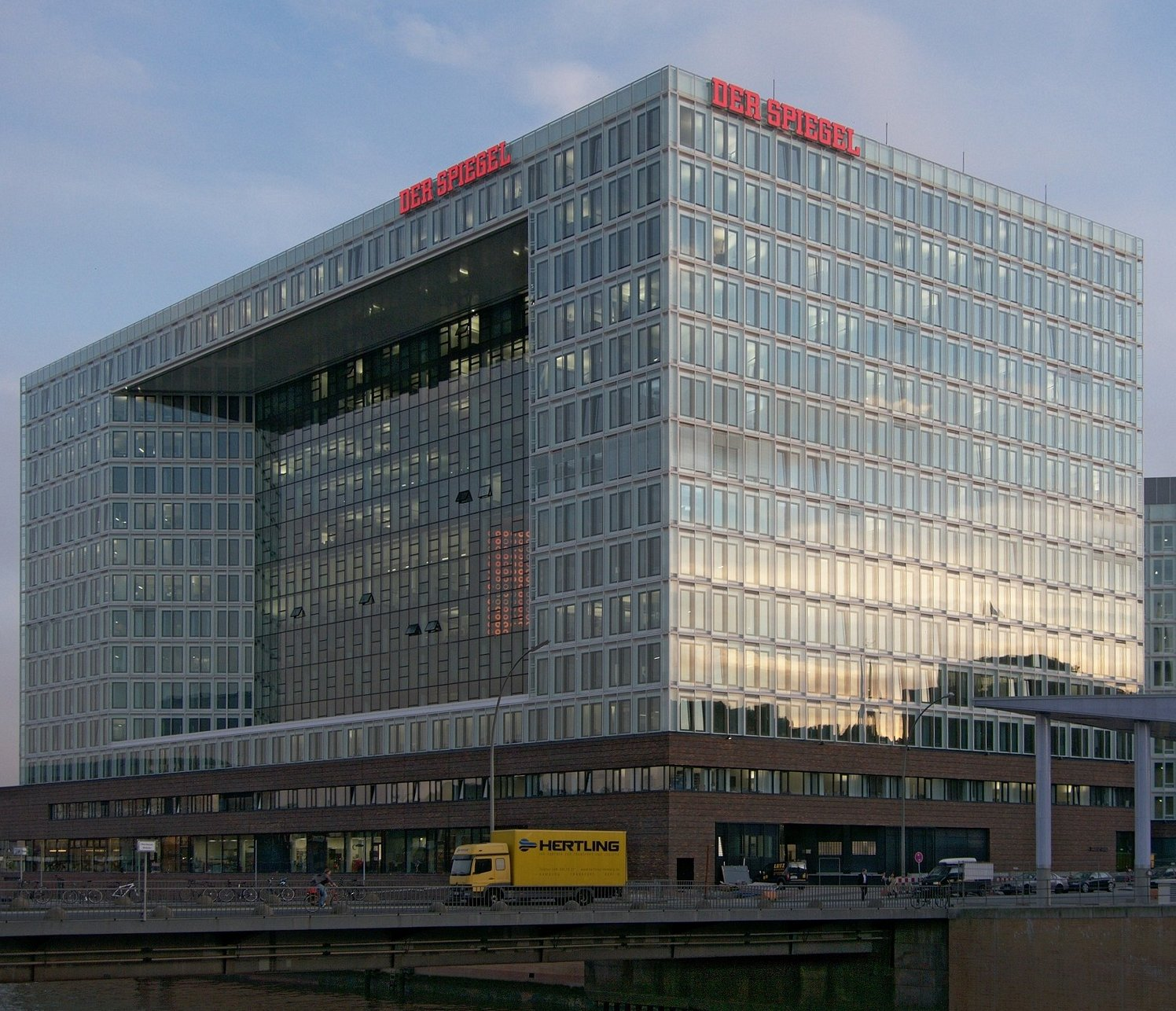
Spiegel-Gebäude auf der Ericusspitze, 2011

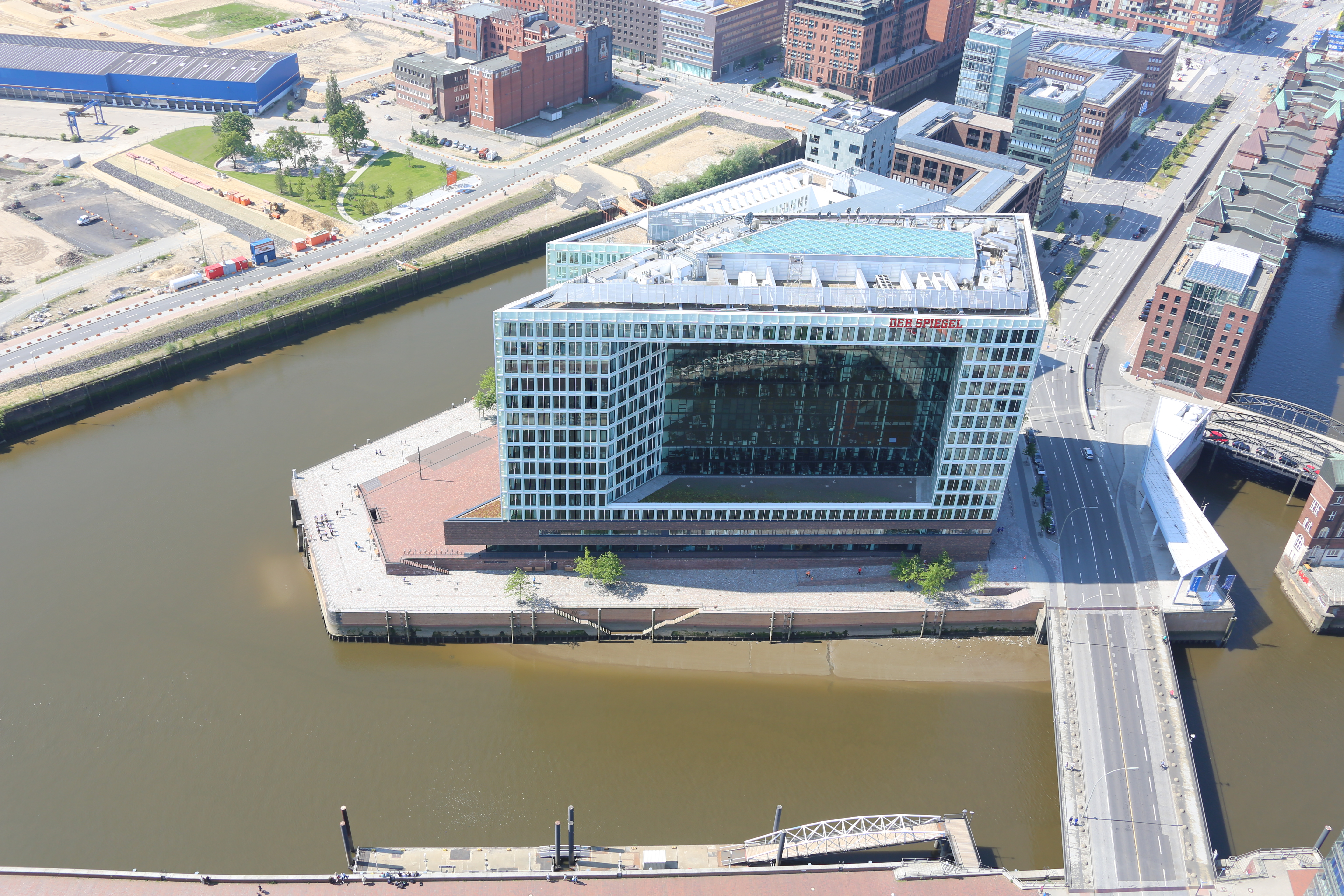
Luftaufnahme

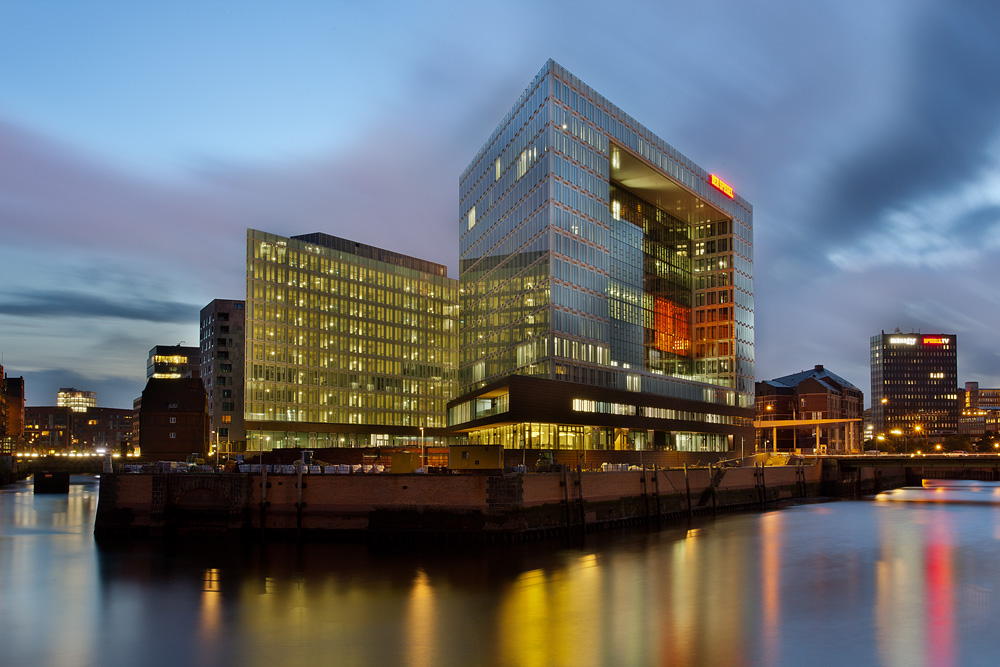
In der Dämmerung mit rot leuchtender „Snackbar“.

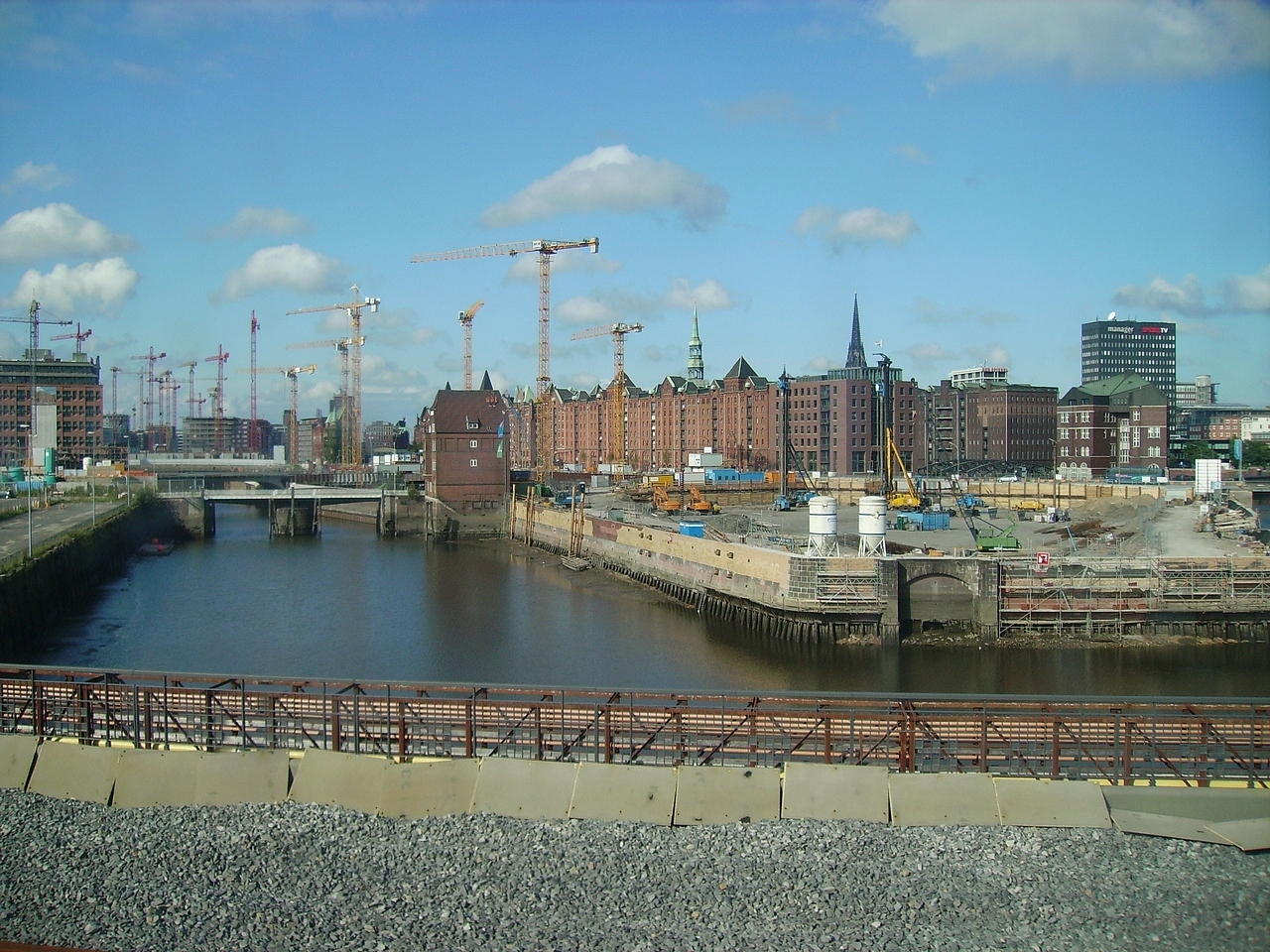
Fläche vor der Bebauung

Das Spiegel-Gebäude Ericusspitze ist ein Hochhaus in der Hamburger HafenCity im Quartier Brooktorkai/Ericus und wird seit 2012 von der Spiegel-Gruppe als Unternehmenssitz genutzt. Der Entwurf stammt vom Kopenhagener Architekturbüro Henning Larsen Architects.

## Gebäude
Das 13-geschossige Hochhaus ist 61 Meter hoch, hat einen massiven Sockel und eine Bruttogeschossfläche von etwa 30.000 Quadratmetern. Die Form der Glasfassade soll den Rahmen um die 1100 Spiegel-Mitarbeiter, die hier wirken, symbolisieren. Nachts sticht vor allem die rot leuchtende „Snackbar“ von Verner Panton heraus. Ihr Gegenstück, die Spiegel-Kantine, ist im Hamburger Museum für Kunst und Gewerbe ausgestellt.
Das Innere des Gebäudes ist wie ein Atriumhaus, in dem mehrere Brücken direkte Wegverbindungen darstellen, organisiert. Dies soll die Kommunikation zwischen den Mitarbeitern fördern. Die außenliegenden, eingeschossigen Büros wechseln sich mit doppelt so hohen offenen Flächen ab und sind über innenliegende Galerien miteinander verbunden.
Nach Angaben des Investors soll das Energie- und Technikkonzept des Gebäudes gleichzeitig Aspekte der Ökologie, der Wirtschaftlichkeit und Sozialverträglichkeit berücksichtigen. Auf eine Klimaanlage und herkömmliche Heizkörper wurde verzichtet. Das Raumklima wird über eine natürlich hinterlüftete Doppelfassade mit integriertem Sonnenschutz, ein Heiz- und Kühlsegel an der Decke jedes Büros sowie eine von der Geothermie-Anlage versorgte Betonkernaktivierung in der Bodenplatte jedes Geschosses reguliert. Durch diese Maßnahmen soll der Primärenergieverbrauch bei weniger als 100 Kilowattstunden pro Quadratmeter im Jahr liegen.
Im ersten Geschoss befindet sich ein Sportstudio. Auf dem Dach des Spiegel-Hochhauses leben zwei Bienenvölker. Zur Erntezeit können Mitarbeiter in der Kantine hauseigenen Honig erhalten.

## Geschichte
2006 gab die Spiegel-Gruppe, nach 40 Jahren am Standort Hamburg, bekannt, die an verschiedenen Standorten in der Stadt verteilten Unternehmensbereiche, wie zum Beispiel Spiegel TV und Spiegel Online in einem neuen Gebäude auf der Ericusspitze zusammenzufassen.
Zwei Bauträgergesellschaften entwickelten in Zusammenarbeit mit der Spiegel-Gruppe, der HafenCity Hamburg und der Behörde für Stadtentwicklung und Umwelt einen städtebaulichen Wettbewerb, an dem sich 13 international tätige Architekturbüros beteiligten. 2007 wurde der Entwurf des Kopenhagener Büro Henning Larsen Architects für den Neubau des Spiegel-Gebäudes und des benachbarten „Ericus-Contors“ prämiert.
Der Mietvertrag für das zukünftige Gebäude zwischen Eigentümer und Spiegel wurde im Sommer 2007 für eine Dauer von 15 Jahren abgeschlossen. Die Grundsteinlegung für das Gebäude fand im Mai 2008 statt; das Richtfest wurde am 25. Oktober 2010 gefeiert. Im September 2011 wurde das Gebäude bezogen.